# Synagoga w Lututowie
Synagoga w Lututowie – synagoga znajdująca się w Lututowie przy ulicy Wieruszowskiej 4.
Synagoga została zbudowana w połowie XIX wieku. Podczas II wojny światowej hitlerowcy zdewastowali synagogę. Po wojnie budynek synagogi przebudowano na kino. Obecnie znajduje się w niej zakład krawiecki.
Murowany z cegły, pierwotnie nieotynkowany budynek synagogi wzniesiono na planie prostokąta. W zachodniej części znajdował się przedsionek, z którego wchodziło się do głównej sali modlitewnej. Całą salę oświetlają wysokie, półokrągle zakończone, stylizowane okna. Całość jest przykryta dwuspadowym dachem.